# Rhabdomastix (Rhabdomastix) austrocaledoniensis
Rhabdomastix (Rhabdomastix) austrocaledoniensis is een tweevleugelige uit de familie steltmuggen (Limoniidae). De soort komt voor in het Australaziatisch gebied.